# Bocska
Bocska is een plaats (község) en gemeente in het Hongaarse comitaat Zala. Bocska telt 364 inwoners (2001).